# Jogos Centro-Americanos e do Caribe de 2026
Os Jogos Centro-Americanos e do Caribe de 2026 (em castelhano: Juegos Deportivos Centroamericanos y del Caribe Santo Domingo 2026), também conhecidos como XXV Jogos Centro-Americanos e do Caribe e comumente conhecidos como Santo Domingo 2026, estão programados para ocorrer em 2026 em Santo Domingo, República Dominicana. Será a 25ª edição dos jogos e marcará cem anos desde a edição inaugural.
Os membros da Centro Caribe Sports votaram unanimemente para conceder a realização dos jogos a Santo Domingo em sua Assembleia Geral Extraordinária em fevereiro de 2022. Será a terceira vez que os jogos serão realizados na República Dominicana.

## Marketing

### Emblema
O emblema e lema oficial dos Jogos Centro-Americanos e do Caribe de 2026 foi revelado em 8 de fevereiro de 2024 no Salão do Centro de Convenções do Ministério de Relações Exteriores em Santo Domingo e tem a forma de uma silhueta da região geográfica da América Central e do Caribe.

### Música oficial
A música oficial dos Jogos Centro-Americanos e do Caribe de 2026 foi lançada em 8 de fevereiro de 2024 e é interpretada por Manny Cruz.